# روبي سميث
روبي سميث (بالإنجليزية: Robby Smith) هو مصارع هاوي أمريكي، ولد في 30 يناير 1987 في سان رامون في الولايات المتحدة.

## وصلات خارجية
- روبرت سميث على موقع قاعدة بيانات المصارعة الدولية (الإنجليزية)
- روبرت سميث على موقع أوليمبيديا (الإنجليزية)